# SISO

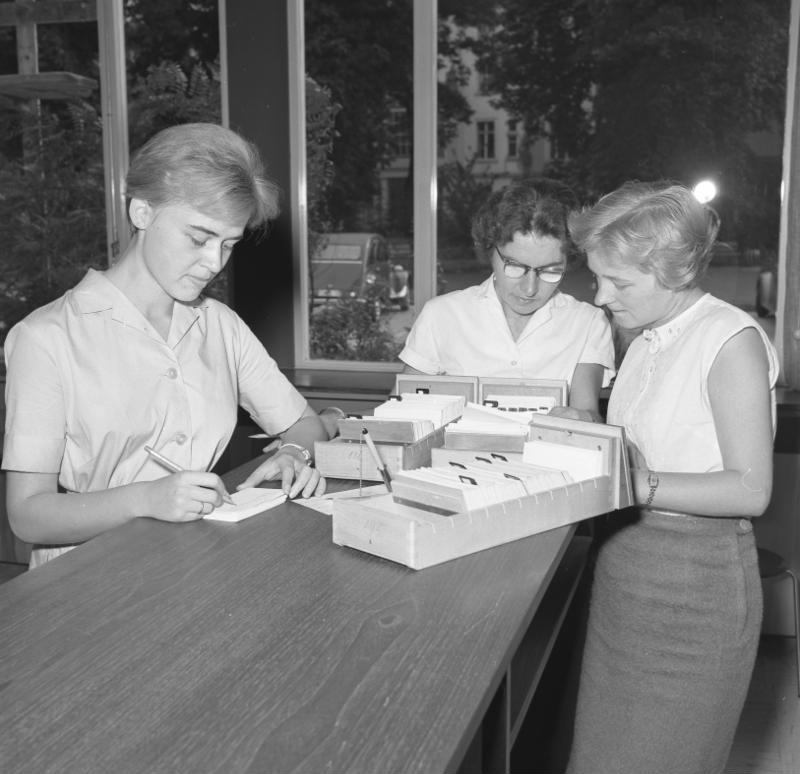
Bibliothecaressen van de Deutsche Bibliothek in Frankfurt werken de catalogus bij.

SISO is de afkorting van Schema voor de Indeling van de Systematische catalogus in Openbare bibliotheken. Het is een classificatiesysteem dat in veel openbare bibliotheken de plaats van de non-fictie boeken (informatieve boeken) in de kast bepaalt.
Voordelen van het systeem:
1. de signatuur (boekmerk) is kort;
2. het is ideologisch neutraal.

Nadelen van het systeem:
1. sommige onderwerpen kunnen in verschillende categorieën worden ingedeeld, wat het opzoeken bemoeilijkt;
2. voor sommige mensen en vooral kinderen is het te abstract;
3. het systeem is bedacht vanuit de bibliotheek, waardoor bibliotheekgebruikers het niet altijd even makkelijk te begrijpen vinden.

SISO probeert alle menselijke kennis te omvatten, zodat elk onderwerp met behulp van het SISO kan worden ingedeeld. SISO is gebaseerd op wetenschapsgebieden:
- 000 algemeen
- 100 wijsbegeerte
- 200 godsdienst
- 300 - 330 sociale wetenschappen
- 340 - 380 economie
- 390 - 398 rechtswetenschap
- 399 krijgswetenschap
- 410 - 420 psychologie - occulte wetenschappen
- 430 - 490 opvoeding - onderwijs - vorming
- 500 wiskunde - informatica - natuurwetenschappen
- 600 - 610 geneeskunde - gezondheidszorg - lichaamsoefening en sport
- 620 bord-, denk - en kansspellen enz. - handenarbeid enz. - huishoudkunde enz.
- 630 land- en tuinbouw - jacht en visserij
- 640 - 690 techniek
- 700 - 770 kunst; algemeen - beeldende kunst
- 780 - 790 muziek - dans - toneel - film
- 800 taal- en letterkunde
- 900 - 940 geschiedenis
- 950 - 990 land- en volkenkunde

Openbare Bibliotheken in Nederland met een grote collectie en/of een wetenschappelijke functie hanteren deze indeling. In sommige bibliotheken is het gebruikelijk om ook de eerste vier letters van de naam van de schrijver achter het SISO-nummer te vermelden. Dit is echter geen onderdeel van de SISO-systematiek. Er is ook een eenvoudiger systeem dat Vereenvoudigd SISO genoemd wordt. Veel Nederlandse openbare bibliotheken en schoolbibliotheken gebruiken het voor de klant gebruiksvriendelijkere PIM-systeem, in Vlaanderen het systeem ZIZO (Zonder Inspanning Zoeken).
Het schema is ontworpen voor Nederland, maar heeft al vele jaren een Vlaamse variant. De Nederlandse Werkgroep Classificatie en de Vlaamse SISO-commissie houden het systeem up-to-date.

## Vereenvoudigd SISO
Het vereenvoudigd SISO is eenvoudiger dan SISO, omdat men bepaalde rubrieken gaat samenvoegen. Verder wordt de wetenschappelijke logisch deductieve manier van SISO voor een groot stuk losgelaten. Het systeem is aangepast aan het zoekgedrag en werkt met kleuren en pictogrammen in plaats van cijfers.
In Vlaanderen is het systeem in gebruik genomen door de Antwerpse Openbare Bibliotheken in de vestigingen Permeke (De Conincplein) en Felix (Oude Leeuwenrui). De andere vestigingen zijn bezig met een overschakeling maar gebruiken nog steeds UDC en SISO.